# Целестіали
Целестіали, або Селестіали, також Небожителі (англ. Celestials) — група вигаданих персонажів, що з'являються в коміксах видавництва Marvel Comics.
Вони являють собою безсмертну расу космічних богів, що володіють незмірною могутністю. Бувши одними з найдавніших істот у Всесвіті, Селестіали дебютували в «Бронзовому віці коміксів» і продовжили з'являтися в публікаціях Marvel протягом чотирьох десятиліть.

## Назва
Українською мовою на разі не має стабільного перекладу назви цієї раси іншопланетних істот.
- В інтернет-пресі поширена назва «Целестіали».
- У фільмі «Вартові галактики 2» вони названі «Небожителі».
- У фільмі «Вічні» вони названі «Селестіали».

## Історія публікацій
Селестіали дебютували в Eternals #1 (Липень 1976) і були створені художником-сценаристом Джеком Кірбі. Вони повернулися в трьох наступних обмежених серіях продовженнях: Eternals vol. 2, #1-12 (Жовтень 1985-Вересень 1986), Eternals vol. 3, #1-7 (Серпень 2006 — Лютий 2007) і Eternals vol. 4, #1-9 (Серпень 2008 — Травень 2009).
Персонажі продовжили фігурувати в інших серіях, включаючи сюжетну арку Celestial Saga в Thor Annual #7 (1978), Thor #283 — 300 (Травень 1979 — Жовтень 1980), Thor #387-389 (Січень-Березень 1988), Quasar #24 (Липень 1991), Fantastic Four #400 (травень 1995), X-Factor #43-46 (серпень–листопад 1989) і #48-50 (Грудень 1989 x 2 — Січень 1990). Таємниця походження Селестіалів була нарешті розкрита в Ultimates 2 #6 (2017).

## Біографія
Довгий час походження Селестіалів лишалося таємницею. Було висунуто безліч теорій про їхню появу на світ, але жодна з них не була підтверджена. Відомо, що вони існували з моменту зародження життя у Всесвіті, і вони ж і створили більшість форм життя. Колись їх було багато — повноцінний народ, що налічував мільярди могутніх істот, але більшість Селестіалів загинули у війні з «Претендентами», войовничою расою, яка створила нині неіснуючу зброю «Вбивцю богів», гуманоїдного робота заввишки 7600 м, що перевищив самих Селестіалів. Після закінчення війни, протягом якої «Вбивця богів» і його творці були знищені, більшість Селестіалів припинили своє існування. Нові Селестіали з'являлися в результаті споживання маси цілої галактики. Протягом тисячоліть Селестіали відвідували Землю групами відомими як «Хости». Як пізніше з'ясувалося, саме вони відповідальні за створення Вічних і Девіантів і, за допомогою генетичних маніпуляцій, сприяли появі Девіантів-мутантів.
Не бажаючи терпіти постійну увагу Селестіалів, боги Землі (Одін і Зевс) неодноразово намагалися зупинити їх, але кожного разу їхні спроби виявлялися марними. Супротивники знищили Меч Одіна і розплавили броню Руйнівника, пробити яку не вдавалося навіть Торові. Селестіали погодилися покинути Землю, коли Гера та Фрігга принесли їм у дар дванадцять «справжніх аріїв» — ідеальних людей, яких Селестіали використовували для експериментів.
Дії Селестіалів йшли врозріз з політикою невтручання, що практикується іншими космічними істотами, такими як Спостерігачі, що призвело до протистояння обох рас.
Команда космічних авантюристів, Вартові Галактики, знайшли відрізану голову невідомого Селестіала та використовували як космічну базу, відому під назвою «Забуття», яка також є портом для різних інопланетних істот (з діючими барами і ринком). База знаходиться під захистом глави безпеки Космо, радянської собаки, що володіє силою телепатії і телекінезу, яка була втрачена на орбіті Землі в 1960-их роках.
Під час сюжетної арки Time Runs Out більшість Селестіалів з різних реальностей мультивсесвіту було знищено Потойбічними. Проте, деяким представникам цієї раси вдалося вижити і сховатися в просторах всесвіту. Після закінчення подій Secret Wars спланували відтворити мультивсесвіт. У «Танос Переміг» можна побачити кількох Селестіалів, яких Танос знищує. Це відбувається в далекому майбутньому.

## Представники
- Суддя Арішем: Селестіал, якому доручено вирішувати долю цивілізацій.
- Слухач Ашема: Селестіал жіночої статі, якій, поряд з рахівником Незарром було доручено оцінити Франкліна Річардса як нового Селестіала.
- Синій Селестіал: перший Селестіал, чиє народження було задокументовано.
- Експериментатор Деврон: молодий Селестіал, якому було доручено спостерігати за Землею разом з маніпулятором Гаміелем.
- Сплячий Селестіал: спочатку знаний як комунікатор Тіамат, Селестіал-зрадник, визначений надкосмічного мультивсесвіту як четвертий за силою серед всіх персонажів Марвела.
- Мудрий Еа: фігурка розміром з Селестіала, яку носить Людина-машина і використовує як «уявного друга».
- Шукач Есон: Селестіал, чиє основне завдання — шукати.
- Кат Екзітар: Селестіал, який знищує світи, які не пройшли випробування Селестіалів.
- Маніпулятор Гаміель: молодий Селестіал, якому було доручено спостерігати за Землею разом з експериментатором Девроном.
- Збирач Гамменон: Селестіал, якому доручено збирати зразки всіх існуючих форм життя.
- Оцінювач Гарген: Селестіал, якому доручено вимірювати і оцінювати планети.
- Аналітик Джемайя: Селестіал, чиє головне завдання-аналіз зразків різних форм життя.
- Рахівник Незарр: Селестіал-математик, здатний проєктувати ілюзії.
- Один Над Усіма: лідер Селестіалів.
- Випробувач Онег: Селестіал, що займається експериментами.
- Червоний Селестіал: Селестіал, який допомагав народженню синього Селестіалу.
- Червоний / Синій Суддя: Селестіал, якому доручено вирішувати долю цивілізацій.
- Погоджувач Скатан: Селестіал з альтернативної реальності Земля-691, якому доручено схвалювати або відхиляти ситуації.
- Топограф Тефрал: Селестіал, якому доручено займатися географією планет.
- Тестер Зіран: Селестіал, якому доручено завдання перевірки стабільності генетичного матеріалу форм життя, який вони змінюють.

## Сили і здібності
Характеризовані як «космічні боги» Вічними і Девіантами, Селестіали постають як незворушні броньовані гуманоїди з середньою заввишки понад 600 метрів. Вони здатні на такі можливості, як знищення істоти Асгарда, відомої як Руйнівник, на брухт, пересувати планети за бажанням, і створювати і підтримувати цілі кишенькові всесвіти. Рід Річардс припустив, що джерелом сили Селестіалів став Гіперпростір — джерело всієї енергії у всесвіті Marvel. Селестіали майже невразливі і отримують поранення тільки в рідкісних випадках(іноді вони не застраховані від сил Чорного грому) до моментальної регенерації. Перше відоме вбивство Селестіала було здійснено Близнюками Апокаліпсису, які використовували божественно зачаровану сокиру «Ярнбьорн», щоб пронизати броню Селестіала Садівника. Стверджується, що тепер втрачений обладунок «Вбивця богів» космічного робота-гуманоїда, який затьмарює навіть самих Селестіалів, знищував Селестіалів буквально мільярдами. Нові Селестіали можуть народитися, споживаючи масу всієї галактики.
Танос, що володіє Рукавичкою Вічності, оцінив Селестіалів як тих, що знаходяться приблизно в тому ж масштабі сили, що і Галактус, Незнайомець, Одін та Зевс, але нижче, ніж Господиня любові, Пан Хаосу і Майстер Порядку.

## Альтернативні версії
Персонажі з'явилися в альтернативному Всесвіті 1999 року, представленому в обмеженій серії Earth X. Тут вони є космічними істотами, одягненими в обладунки з вібраніуму, металу, який запобігає їхньому розпаду. Вони розмножуються за допомогою посадки фрагмента їхньої сутності в надра планети, що призводить до появи нових Селестіалів. Завдяки цьому, вони здатні впливати на ДНК жителів планет, що призводить до отримання тими суперздатностей. Космічна істота Галактус виступила проти них, пожираючи планети, щоб запобігти абсолютному пануванню Селестіалів. У сюжеті цієї серії у Всесвіті X, герої зупинили ембріон Селестіала, що знаходиться в Землі, від чого Земля сильно постраждала. Виявилося, що аби планети лишалися стабільними, треба замінити ембріон Селестіала, який знаходиться в надрах, на інший, інакше планета навряд чи вцілілє.
У Всесвіті Ultimate Marvel Селестіали являють собою расу могутніх металюдей азійського походження на чолі з Шеном Ксорном.
В альтернативній реальності 1998 року Mutant X Селестіали відкрито виступають проти сутності Гобліна, всесильної істоти, що споживає цілі галактики, яка протиставляється силі Фенікса. Попри перемогу, Селестіали зрештою гинуть від отриманих поранень, в той час як Сутність Гобліна втікає з в'язниці за кілька років після цього.
Селестіали з Землі-4280 були переконані, що є богами. Вони намагалися завоювати мультивсесвіт за допомогою Моста, пристрою, розробленого Рідом Річардсом, який дозволяє спостерігати за паралельними світами і проникати в них. Вони були переможені спільними зусиллями Галактуса і Франкліна Річардса з альтернативного майбутнього.

## Поза коміксами

### Кіно
- Відрізана голова померлого Селестіала з'являється в художньому фільмі 2014 року «Вартові Галактики». Вона використовується як космічна станція для різних істот, знана як Забуття[26]. Як і в коміксах, Походження Селестіалів таємниче. За словами Танеліїра Тівана / Колекціонера, в минулому Селестіали використовували Камінь Вічності, знаний як Сфера. У фільмі показали Шукача Есона[27].
- У фільмі «Вартові Галактики. Частина 2», Его — Жива планета, біологічний батько Пітера Квілла / Зоряного лицаря, є Селестіалом, який контролює людиноподібний аватар, що мандрує всесвітом. Його планетарна форма являє собою живе продовження його Селестіанської свідомості. Протягом багатьох років він посадив тисячі саджанців, здатних тераформувати весь Всесвіт. Пітер Квілл виявився єдиною дитиною, яка успадкувала гени Селестіала.
- Селестіали з'являться у фільмі «Вічні», де Селестіал Арішем виступає творцем Вічних, а в центрі Землі міститься Селестіал Тіамат.

### Телебачення
- Селестіали згадуються в мультсеріалі «Месники, загальний збір!» в епізоді « Наввипередки з вдовою». Реактивний Єнот перераховує їх як один з видів, які незабаром прибудуть на Землю для захоплення Каменів Вічності.

### Відеоігри
- Селестіалів згадує Маестро в грі MARVEL: Битва Чемпіонів в акті 3, Глава 4 сюжетної кампанії.

## Примітка
1. ↑  КореспонденТ.net
2. ↑  Astonishing X-Men #61 (Июнь 2013). Marvel Comics
3. ↑  Iron Man vol. 6 #13. Marvel Comics. Marvel Comics
4. ↑  Thor #424 (Октябрь 1990). Marvel Comics
5. ↑  Eternals #1 — 12 (Июль 1976 — Июнь 1977). Marvel Comics
6. ↑  Thor Annual #7 (1978), Thor #283 — 300 (травень 1979 — жовтень 1980). Marvel Comics
7. ↑  Fantastic Four #400 (травень 1995)
8. ↑  Nova vol. 4, #8 (Январь 2008). Marvel Comics
9. ↑  New Avengers vol. 3 #30 (квітень 2015). Marvel Comics
10. ↑  Eternals #1 (July 1976)
11. ↑  Thor #300 (October 1980)
12. ↑  Infinity Gauntlet #5 (1991)
13. ↑  Heroes Reborn: The Return #1–4 (1997)
14. ↑  Fantastic Four #400 (May 1985)
15. ↑  Thor #387 (February 1988)
16. ↑  Eternals vol. 3, #3 (August 2006)
17. ↑  Uncanny Avengers #7 (2013)
18. ↑  Uncanny Avengers #6 (2013)
19. ↑  Iron Man vol.6 #13
20. ↑  Thor #424 (October 1990). Marvel Comics
21. ↑  Thanos Annual #1 (2014)
22. ↑  Earth X #0 (March 1999); #0.5 (Январь 2000); #1-10 (Апрель 1999 — Январь 2000); #11-12 (Март-Апрель 2000); #13 (Июнь 2000)
23. ↑  Ultimate Comics: Ultimates #5
24. ↑  Mutant X #12. Marvel Comics
25. ↑  Fantastic Four #604. Marvel Comics
26. ↑  Truitt, Brian (17 февраля, 2014). «'Guardians of the Galaxy' crew comes down to Earth» [Архівовано 2022-06-30 у Wayback Machine.]. USA Today.
27. ↑  Cornet, Roth (13 ноября, 2014). «Guardians of the Galaxy 2 Director James Gunn Says 'We're Not Here to Service The Avengers or Infinity War'» [Архівовано 11 жовтня 2018 у Wayback Machine.]. IGN.